# Stasys Šilingas

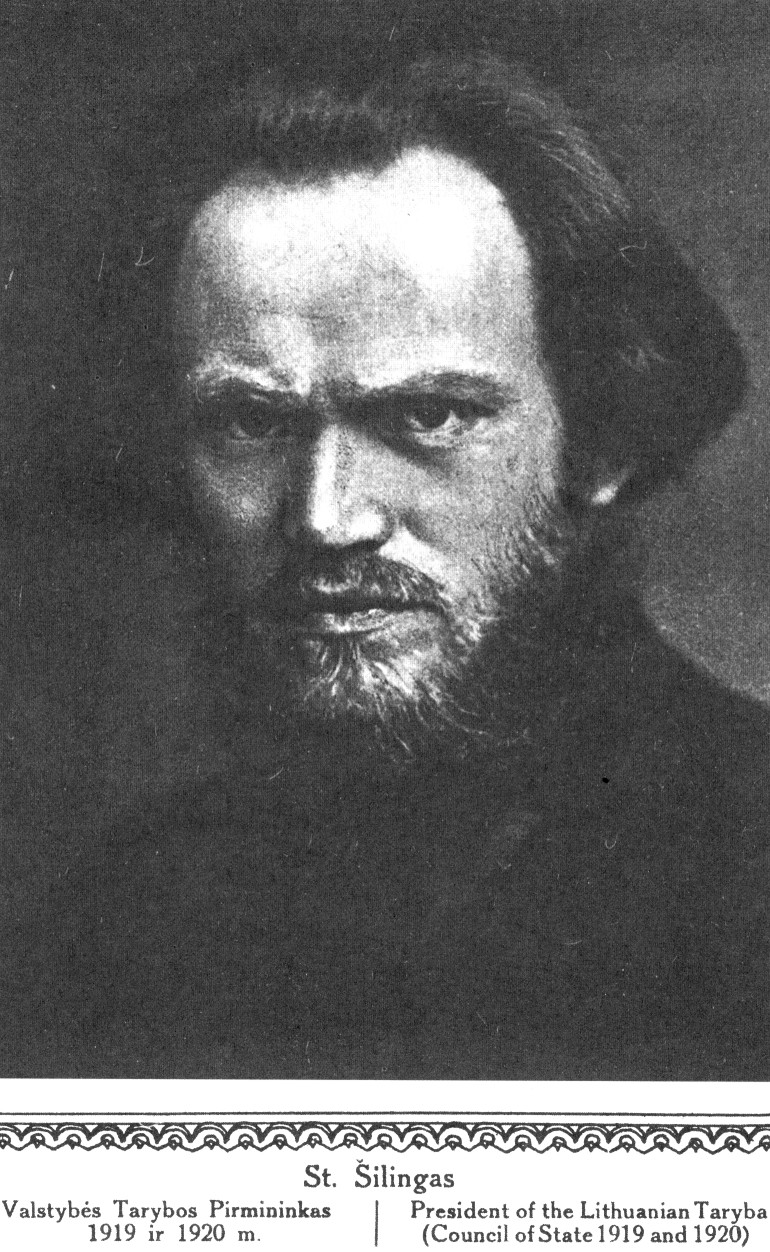

Stasys Šilingas (* 23. November 1885 in Vilnius; † 13. November 1962 in Kelmė) war ein litauischer Jurist und Politiker.

## Leben
1905 absolvierte Stasys Šilingas das 1. Gymnasium Vilnius und  studierte in Moskau, Russland. Dort engagierte er sich in den litauischen Vereinen. 1912 absolvierte er das Studium der Rechtswissenschaften an der Universität Moskau und kam nach Litauen. 1918 war er Mitglied von Lietuvos Valstybės taryba.
1920–1926 war er Rechtsanwalt in Kaunas. Ab 1922 war er Mitglied im Seimas als Vertreter von Lietuvos ūkininkų sąjunga. Ab Dezember 1926 war er Minister und leitete das Justizministerium Litauens (unter Leitung von Augustinas Voldemaras, von 1934 bis 1938 unter Juozas Tūbelis).
Im Juni 1941 wurde er von den Sowjeten verhaftet. Dann verbrachte er die Zeit von mehr als 10 Jahre ohne Strafe im Lager der Region Krasnojarsk. Erst 1952 wurde er von MGB bestraft. Erst nach der Berufung 1954 kam er im Juni nach Litauen. Im Juli 1954 wurde er wieder deportiert. Er gelang zum Behindertenhaus der Oblast Schytomyr (Ukrainische SSR). Erst 1961 kam er nach Litauen zurück.

## Familie
Sein Großvater hatte den Titel des Grafen, der dann im zaristischen Russland entzogen wurde.
1911 heiratete Stasys Šilingas  Emilija Bytautaitė, die Schwester seines Freundes Ramūnas Bytautas, und bekam 9 Töchtern.